# Varljivo leto '68
Varljivo leto '68 (Варљиво лето '68, "l'estiu elusiu del 68") és una pel·lícula iugoslava del 1984 dirigida per Goran Paskaljević. Representa un estiu dominat per les protestes, vist des del punt de vista d'un adolescent a Iugoslàvia.

## Sinopsi
L'estiu de 1968, el graduat de secundària Petar (Slavko Štimac) busca l'amor, per això s'enamora de manera aleatòria i simultània de diverses dones, majoritàriament grans i casades: una farmacèutica, una fornera, una bibliotecària, ambdues filles del president del tribunal, el seu professor de sociologia (per això agafa un tema del marxisme per la seva tesi de graduació).
És precisament aquesta necessitat de trobar la “dona de la seva vida” la que porta en Peter a una sèrie de situacions divertides i còmiques, que molesten el seu pare Veselin (Danilo Stojković), un jutge municipal, un home rígid, amb visions del món dogmàtiques, que creu que la joventut només es pot disciplinar amb "mà ferma".. Quan finalment troba un amor real, veritable, gran, s'interromp per certs fets socials d'actualitat del moment.

## Repartiment
- Slavko Štimac - Petar Cvetković
- Danilo Stojković - Veselin Cvetković
- Mira Banjac - Mare de Petar
- Mija Aleksić - Avi de Petar's grandfather
- Ivana Mihić - Vladica Cvetković
- Andrija Mrkaić - Tadija Cvetković
- Sanja Vejnović - Ruženjka Hrabalova
- Dragana Varagić - Jagodinka Simonović
- Neda Arnerić - Olja Miranovski
- Miodrag Radovanović - President de la cort Micić
- Branka Petrić - Leposava
- Dragan Zarić - Director de l'escola
- Predrag Tasovac - home a la platja
- Branko Cvejić - Kum Spasoje